# Glynis Penny
Glynis Penny (Glynis Carol Penny, geb. Goodburn; * 28. Januar 1951) ist eine ehemalige britische Langstreckenläuferin.

## Leben
Fünfmal nahm sie für England startend an den Crosslauf-Weltmeisterschaften teil mit folgenden Platzierungen:
- 1974 in Monza: 22
- 1975 in Rabat: 32
- 1976 in Chepstow: 16
- 1977 in Düsseldorf: 34
- 1979 in Limerick: 32

Bei den Leichtathletik-Europameisterschaften 1978 in Prag belegte sie über 3000 m den 13. Platz.
1983 wurde sie Dritte beim London-Marathon. 1986 wurde sie Achte beim London-Marathon und Vierte beim Great North Run. Beim Marathon der Commonwealth Games 1986 in Edinburgh trat sie für England an und kam auf den siebten Rang. 1988 siegte sie bei Roma – Ostia und beim Wiener Frühlingsmarathon.
1977 wurde sie Englische Meisterin im Crosslauf, 1977 und 1979 Britische Meisterin über 3000 m.
Glynis Penny startete für die Cambridge Harriers.

## Persönliche Bestzeiten
- 1000 m: 2:43,23 min, 23. August 1978, London
- 1500 m: 4:12,45 min, 19. August 1978, London
- 1 Meile: 4:38,5 min, 14. September 1979, London
- 3000 m: 9:06,39 min, 16. Juli 1978, Edinburgh
- 10-km-Straßenlauf: 33:04 min, 1. Januar 1986, Erith
- Halbmarathon: 1:13:24 h, 8. Juni 1986, South Shields
- Marathon: 2:36:21 h, 17. April 1983, London